# Steven Weinberg
Steven Weinberg, ameriški fizik, * 3. maj 1933, New York, New York, ZDA, † 24. julij 2021.
Weinberg je leta 1979 prejel Nobelovo nagrado za fiziko »za doprinose k teoriji poenotene šibke in elektromagnetne interakcije med osnovnimi delci in med drugim za napoved šibkega nevtralnega toka.«
Po njem se imenuje asteroid 6036 Weinberg, odkrit 13. februarja 1988 v Observatoriju La Silla.

## Izbrana dela
- Gravitacija in kozmologija: Načela in uporabe teorije relativnosti (1972)
- Prve tri minute: sodobni pogled na nastanek vesolja (1977, spremenjeno z novo spremno besedo leta 1993, ISBN 0-465-02437-8)
- Odkritje podatomskih delcev (1983)
- Osnovni delci in zakoni fizike (1987; z Richardom Feynmanom)
- Sanje o končni teoriji: znanstvenikovo iskanje zadnjih zakonov narave (1993)
- Kvantna teorija polj (tri zbirke: 1995, 1996, 2003)
- »Facing Up«: Znanost in njeni kulturni nasprotniki (2001)
- Slava in groza: Prihajajoča jedrska nevarnost (2004, NYRB)
- »Facing Up«: Znanost in njeni kulturni nasprotniki (2003, HUP)